# The Errol Flynn Theatre
The Errol Flynn Theatre est une série télévisée britannique de 26 épisodes de 30 minutes, diffusée en 1957.

## Réalisateurs
- Lawrence Huntington (13 épisodes)
- John Lemont (en) (6 épisodes)
- Peter Maxwell (3 épisodes)
- Don Chaffey (2 épisodes)
- Joseph Sterling (2 épisodes)

## Interprètes
- Errol Flynn : lui-même (26 épisodes) dont un consacré à François Villon
- Patrice Wymore : Ann Lawrence (5 épisodes)
- Christopher Lee : Comte de Merret (4 épisodes)
- June Havoc : Lorraine Gay (2 épisodes)
- Glynis Johns : Lou McNamara (2 épisodes)
- Mai Zetterling : Ilsa Morgan (2 épisodes)
- Herbert Lom : professeur Hahnemann  (2 épisodes)
- John Drake (2 épisodes)
- Rosanna Rory (2 épisodes)

Flynn lui-même joue le 1er rôle dans l'épisode « The Duel », pour une fois celui du « méchant ».
C’est l'histoire d'un lord ruiné, autoritaire, froid, impitoyable, et redoutable en duel au pistolet qui construit un stratagème pour voler la jeune fille dont il est le tuteur.